# Bluna

Bluna-Logo (Stand: 2013)

Bluna ist eine deutsche Getränkemarke.

## Geschichte

### Markenentwicklung
Wort-Bildmarke 1942

Veröffentlichung des Deutschen Reichspatentamtes vom 28. August 1942

Link zum Bild

(Bitte Urheberrechte beachten)
Die Marke wurde zunächst als Wortmarke angemeldet und vom Amt eingetragen. Bereits vor der Eintragung der Wortmarke wurde die Marke als Wort-Bildmarke angemeldet und später ebenfalls eingetragen. Eine Darstellung dieser ersten Wort-Bildmarke ist in der Veröffentlichung des Deutschen Reichspatentamtes vom 28. August 1942 erkennbar.
Die Marke wurde ursprünglich am 27. März 1939 vom Unternehmen BLUNA GmbH, ansässig in Köln, Oskar-Jäger-Straße 115, beim Reichspatentamt für die Waren Spirituosen, Branntweine und Liköre, Essenzen und Extrakte zur Bereitung dieser Getränke, künstliche Mineralwässer, alkoholfreie Getränke, Obstsaftgetränke, Brauselimonaden, Limonaden, Brauselimonadenpulver und Brauselimonadenbonbons; Fruchtsäfte, Gelees, Marmeladen und Konfitüren, Essig, Essigessenzen, Sirup, Speisegewürze, Soßen, Senf, Zuckerwaren, gefüllt mit Weinen und Likören, sowie alkoholhaltigen und alkoholfreien Getränken, Speiseeisextrakte, Backpulver als Wortmarke angemeldet und am 23. Oktober 1941 ohne Widerspruch eingetragen.
Dieser Anmeldung folgte eine weitere Markenanmeldung am 5. März 1941, welcher eine Wort-Bildmarke zugrunde lag und die am 28. August 1942 eingetragen wurde. Die Bilddarstellung zeigt einen Baum mit vier Früchten und zehn Blättern, die in der rechten oberen Ecke eines schwarzen Quadrats angeordnet  und in weißer Farbe oder schraffiert ausgeführt sind. In der linken unteren Ecke ist der Wurzelbereich des Baumes ausgeführt, welcher mit einem Stamm mit den Blättern verbunden ist. Vor dem Stamm von der linken oberen nach der rechten unteren Ecke ist die Schrift BLUNA diagonal über das Quadrat in weißen Buchstaben geschrieben und darunter ebenfalls in weißen Buchstaben und in kleinerem Font „FRUCHT-ERZEUGNISSE“. Die Marke ist so ausgeführt, dass sie als Etikett um 45° gedreht karo-förmig mit der Schrift horizontal auf beispielsweise einem Flaschenerzeugnis oder Flaschenkasten erscheinen kann.
Am 1. Oktober 1948 ist von derselben Firma eine dritte um Waren erweiterte Wortmarke BLUNA angemeldet und am 15. Juli 1950 ins Register eingetragen worden.
Alle drei Marken sind am 16. September 1997 auf die Afri-Cola Marken GmbH mit derselben Adresse und am 3. August 1999 auf die ACB Marken GmbH, Domstr. 79 A, 50668 Köln übertragen worden. Bei letzterer Übertragung wurde gleichzeitig auch die Mineralbrunnen Überkingen-Teinach AG (später GmbH & Co. KGaA), 73337 Bad Überkingen als Mitinhaberin mit eingetragen. Zum Abfragezeitpunkt waren alle drei Marken in Kraft.
Weitere Marken BLUNA wurden von der jeweils gerade eingetragenen Markeninhaberin in Deutschland, Europa, Nordafrika einschließlich einigen Staaten des Warschauer Paktes, beispielsweise am 5. März 1971 zur Internationalen Registrierung angemeldet und eingetragen. Benannte Länder waren unter anderem im WIPO-Code: AT, BX, CH, DE, EG, ES, FR, HU, IT, LI, MA, MC, PT, RO, SM, TN.
Die derzeitigen Veröffentlichungen der aktuellen Markeninhaberin lassen offen, ob und wie die Marke BLUNA im über dreizehnjährigen Zeitraum nach der Eintragung ins Register, in welchen auch die Gewaltherrschaft der Nationalsozialisten in Deutschland sowie der Zweite Weltkrieg fallen, wirtschaftlich genutzt worden waren.

### Produkte
Laut Eigenangaben der aktuellen Inhaberin der Marken sei die später als BLUNA bekannt gewordene Limonade vom deutschen Unternehmer und Geschäftsführer der Firma  F. Blumhoffer Nachfolger GmbH in Köln Karl Flach im Jahre 1952 erfunden und erstmals auf den Markt gebracht worden. Ebenfalls sei in den 1950er Jahren neben der Marke BLUNA auch die am 4. Mai 1931 angemeldete und am 26. Juni 1931 eingetragene Marke Afri-Cola vom selben Unternehmer als Limonade ein Verkaufserfolg gewesen. Bluna unterhielt von 1960 bis 1962 ein professionelles Radsportteam.
1965 wurde neben der Flaschenabfüllung auch die Dose eingeführt. Mitte der 1970er bis Anfang der 1980er Jahre wurde neben Bluna auch Bluna-Zit (Zitrone) in der klassischen 0,33-Liter-Flasche verkauft. Zwischen 1994 und 1998 wurden neben Bluna Orange (ursprüngliche Version) die Geschmacksrichtungen Zitrone, Limette und Mandarine eingeführt. Die Varianten Limette und Mandarine sind mittlerweile nicht mehr erhältlich. Neben der PET-Flasche gibt es Bluna auch in der 0,2-Liter-Glasflasche für die Gastronomie.
Der Werbeslogan „Sind wir nicht alle ein bisschen Bluna?“ (gesprochen vom Schauspieler Utz Richter), der 1995 von der Agentur Jung von Matt entworfen wurde, war sehr erfolgreich und ging fest in den deutschen Sprachgebrauch ein. Dies zeigt sich in einer Vielzahl von Erwähnungen in Internet-Foren und Blogs. Auch der werbliche Auftritt der Marke thematisiert durchweg absurde Situationen.
Der Markenname Bluna ist in Teilen Südwestdeutschlands als Gattungsbegriff für Orangenlimonade im Gebrauch.
Weitere Markenabwandlungen sind wie nebenstehend auf Flaschen verwendet und zum Teil auch als Marken eingetragen worden.

## Logo-Designs

Bluna-Logo bis 2012
Altes Logo
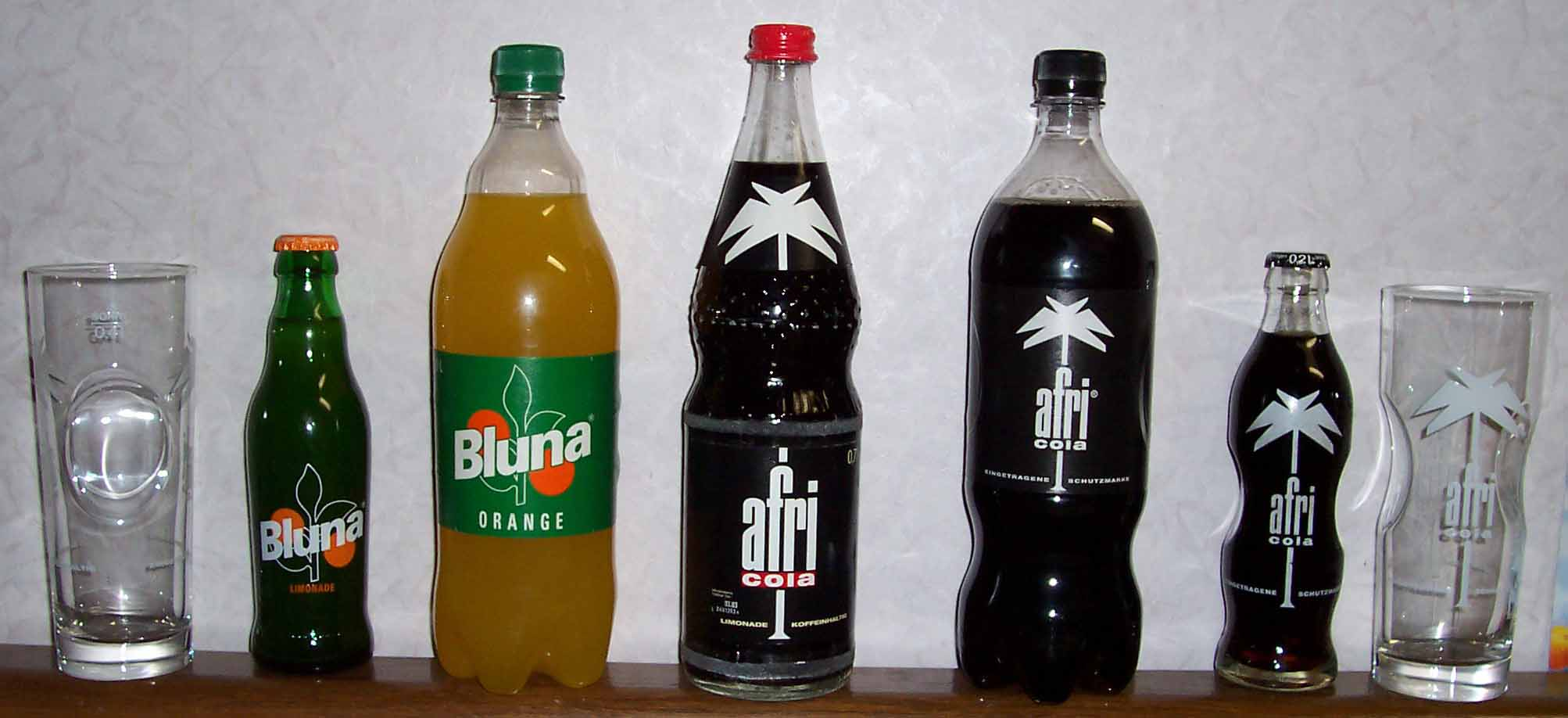
Verschiedene alte Flaschenformen von afri-cola und Bluna-Limonade. Eingerahmt von afri-cola-Gläsern mit der typischen Taille
Flaschendesign der Bluna Zitrone seit März 2013
Flaschendesign der Bluna Orange bis März 2013